# Alan Bergman
Alan Bergman (Brooklyn, Nova Iorque, 11 de setembro de 1925 (99 anos) é um compositor e letrista norte-americano.

## Vida e carreira
Nascido de pais judeus em Brooklyn, Nova Iorque, estudou na Universidade da Carolina do Norte em Chapel Hill e Universidade da Califórnia em Los Angeles. Seu envolvimento na indústria do entretenimento começou no início de 1950 como diretor de programas de televisão infantil. Ele e sua esposa Marilyn Bergman, com quem se casou em 1958, nasceu no mesmo hospital e foi criado no mesmo bairro de Brooklyn. Juntos, eles escreveram músicas e letras para inúmeros programas de televisão, filmes e teatro musical.
Em 1983, Alan e Marilyn se tornaram os primeiros compositores que escreveram três das cinco músicas nomeadas para o Oscar de melhor canção original - "How Do You Keep the Music Playing?", de Best Friends, "It Might Be You", de Tootsie (com Dave Grusin), e "If We Were in Love", de Yes, Giorgio (com John Williams); "Up Where We Belong", do filme An Officer and a Gentleman, ganhou naquele ano.
Alan Bergman foi introduzido no Songwriters Hall of Fame em 1980.
Alan e Marilyn têm uma filha, Julie Bergman Sender, trabalha como produtora de cinema independente.